# Puuluoto
För andra betydelser, se Puuluoto (olika betydelser).
Puuluoto är en tätort (finska: taajama) i Torneå kommun i landskapet Lappland i Finland. Vid tätortsavgränsningen 31 december 2012 hade Puuluoto 284 invånare och omfattade en landareal av 0,75 kvadratkilometer.
Puuluoto tillhörde 1970 (före sammanslagningen 1973) inte Nedertorneå kommun utan Torneå stad. Orten ligger vid Bottenviken.

## Befolkningsutveckling
| Befolkningsutvecklingen i Puuluoto 1970–2012 | Befolkningsutvecklingen i Puuluoto 1970–2012 | Befolkningsutvecklingen i Puuluoto 1970–2012 | Befolkningsutvecklingen i Puuluoto 1970–2012 | Befolkningsutvecklingen i Puuluoto 1970–2012 |
| -------------------------------------------- | -------------------------------------------- | -------------------------------------------- | -------------------------------------------- | -------------------------------------------- |
|                                              |                                              |                                              |                                              |                                              |
| År                                           |                                              |                                              | Folkmängd                                    | Landareal (km²)                              |
| 1970                                         | 1970                                         |                                              | 244                                          | 1,64                                         |
| 1980                                         | 1980                                         |                                              | 226                                          | 1,6                                          |
| 2012                                         | 2012                                         |                                              | 284                                          | 0,75                                         |
| Anm.: Ny tätort 1970.                        |                                              |                                              |                                              |                                              |